# Stlemhulehamuk
Stlemhulehamuk (SLEmxu'lExamux, Slemxu’lexamux, Fraser River Shuswap), najsnažnija među sedam izvornih grana Shuswapa, naseljeni u dolini rijeke Fraser u Britanskoj Kolumbiji od High Bara do Soda Creeka. Swanton kod njih navodi deset sela, čiji potomci danas žive organizirani u nekoliko bandi. Sela su im bila: 1) Soda Creek (Hatsu'thl ili Ha'tsu'thl), 2) Buckskin Creek (Tcukkehwank), 3) Williams Lake ili Sugar Cane (Pethltcoktcitcen), 4) Alkali Lake (Skat), 5) Dog Creek (Ratltem ili Ratlt), 6) Canoe Creek (Teawak), 7) Empire Valley (Tcekweptem ili Tcekiuptem), 8) Big Bar (Stekauz), 9) High Bar (Thlenthlenaiten) i 10) Clinton (Pethlteket).
Stlemhulehamuki danas žive po rezervatima Britanske Kolumbije poznati pod lokalnim nazivima bandi, to su: Xats’ull ili Soda Creek, T’exelc ili Williams Lake, Stswecem'c i Xgat'tem (Canoe Creek i Dog Creek su ujedinjeni), Esketemc ili Alakli Lake, Llenlleney'ten ili High Bar, Pelltiq't ili Clinton.